# 무함마드 8세 알아민

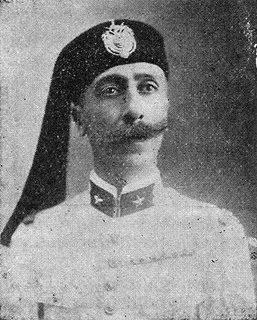

무함마드 8세 알아민(아랍어: الأمين باي بن محمد الحبيب 알아민 바이 빈 무함마드 알하비브[*]: 1881년 9월 4일-1962년 9월 30일)은 마지막 튀니스 베이(1943년-1956년)이며, 처음이자 마지막 튀니지 국왕(1956년-1957년)이다.
2차대전 튀니지 전역 때(1943년) 자유 프랑스군의 앙리 지로 장군이 육촌 재종형 무함마드 7세 알문시프를 폐위시킨 이례적인 상황에서 뒤를 이어 즉위했다. 1948년 무함마드 7세가 죽기 전까지 튀니지인들은 무함마드 8세를 정통한 군주로 인정하지 않았다. 초기에는 프랑스의 튀니지 지배에 저항하는 튀니지 국민운동과 연계하려는 시도도 했으나, 1954년 프랑스발 개혁을 수용하면서 신헌법자유당 등 국민운동 세력과 척을 지게 되었다. 튀니지가 독립한 직후 무함마드 8세는 폐위되었고, 왕실 재산은 몰수되었으며 왕족들은 투옥되었다. 그는 튀니스의 작은 아파트에서 말년을 보내다 죽었다.